# 暗色髭喉蜂鸟
，是雨燕目蜂鸟科的一种鸟类。
暗色髭喉蜂鸟体重约5.6克，翼长约58.8毫米，嘴峰长约33.4毫米，喙宽度约2.5毫米，喙厚度约2.9毫米，跗蹠长约4.3毫米，尾长约33.4毫米。暗色髭喉蜂鸟在其分布区内为留鸟，其栖息在密集的高大树木组成的森林中，食性为草食性，主要食物来源是植物的花蜜。

## 亚种
- ：分布于亚马逊河以北的巴西东北部（阿马帕州）。
- ：分布于法属圭亚那和邻近的巴西（北阿马帕州）。[4]